# عاصفة يونيس

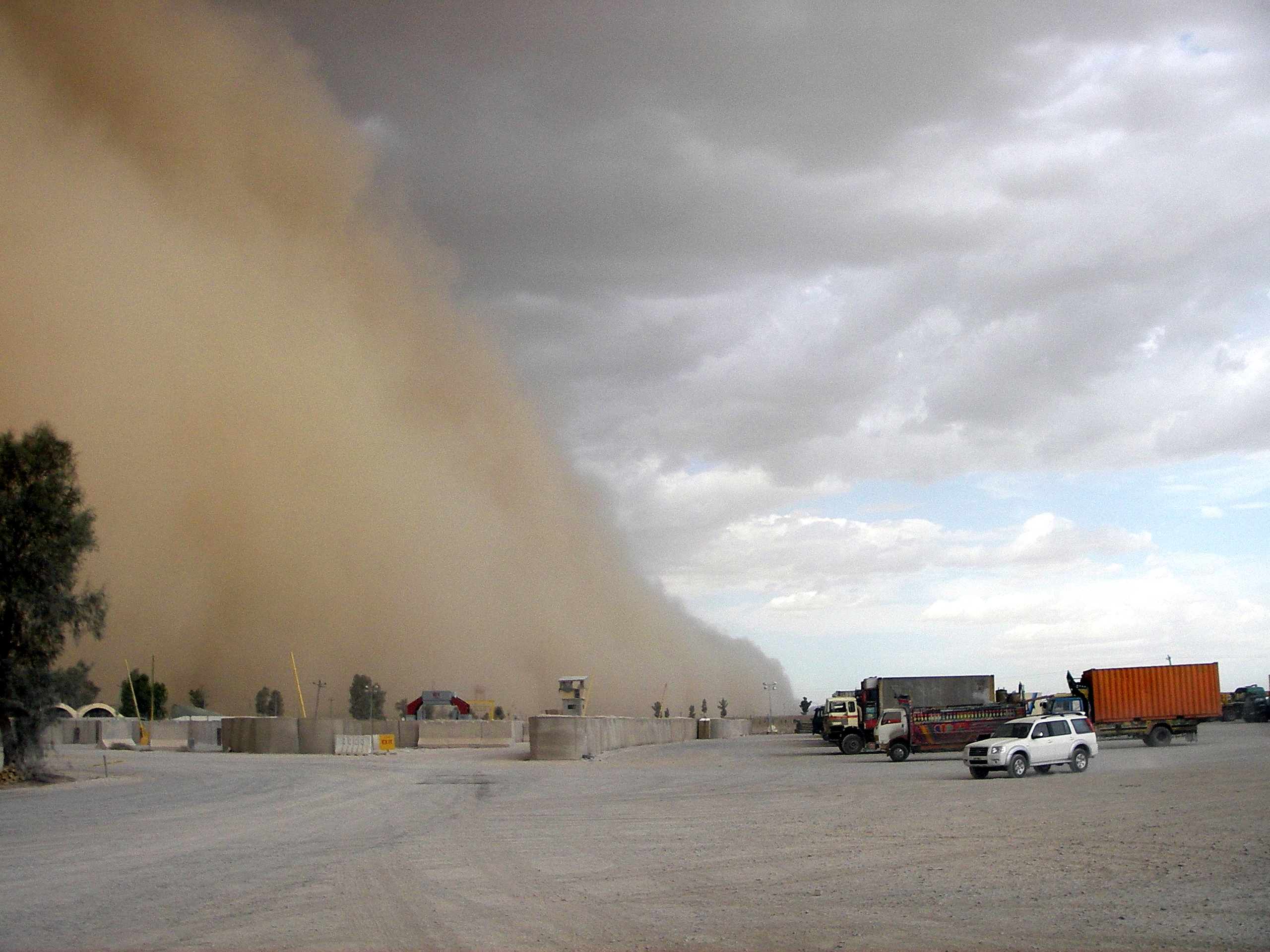
عاصفة عام 2008

عاصفة يونيس، هي عاصفة ضربت شمال غرب أوروبا منذ 18 فبراير 2022. وأسفرت عن أضرار وكانت من أشد العواصف حيث استمرت لبضعة أيام في أوروبا.
واسفرت عن أضرار مادية جسيمة وانقطاع كبير في التيار الكهربائي وبدأت العاصفة في ايرلندا وضربت الجمعة جزءاً من بريطانيا وشمال فرنسا وبلجيكا والمانيا.

## المناطق المتضررة
شمال غرب أوروبا:
- بريطانيا
- ايرلندا
- فرنسا
- بلجيكا
- ألمانيا

## الخسائر
سجلت خلال العاصفة عن مصرع 16 شخص وانقطاع التيار الكهربائي عن عشرات الألاف.
كما ٱلغيت رحلات الطيران الجوي. وألحقت العاصفة أضرارا بـ1000 كيلو متر من خطوط سكك الحديد في ألمانيا.